# Співжиток
Співжиток або колівінг (англ. co-living, дослівно: «спільне проживання») — модель спільного проживання трьох або більше біологічно неспоріднених людей. Загалом, співжиток є типом ідейної спільноти, що забезпечує спільне проживання для людей з подібними цінностями та цілями. Проживання в співжитку може супроводжуватись груповими дискусіями в спільній частині оселі, щотижневу їду разом, а інколи — і працюванням на одній роботі. Також часто організовується коворкінг (спільний робочий простір). Все більше людей по всьому світі обирають проживання в співжитках задля здобуття переваг, які традиційно забезпечувались проживанням в комуні або в кластерних оселях, як-от «комфорту, зручності та більшого відчуття соціяльної приналежності».
Колівінг, як нова альтернатива сучасним формам житла, за останні роки здобув репутацію лише через такі фактори, як неможливість людей придбати власні будинки через високу вартість ринку нерухомості та зростаючий інтерес до способу життя, який не залежить від довгострокового проживання на одному місці. На відміну від традиційних квартир, колівінг привабливий для орендарів завдяки доступності, зручностям, які доступні та почуттю спільності.

## Характеристики
Колівінг можна розглядати як поєднання двох аспектів життя людей: фізичного простору та спільних цінностей чи філософії. Завдяки цьому симбіозу багато подібних просторів є унікальними. Такі умови житлових приміщень впливають на думку людей.

### Опис житлової площі
Колівінг пропонує потенційним мешканцям індивідуальний простір у спільній власності. Найчастіше це окрема кімната з ванною кімнатою, проте загальні ванні кімнати теж не рідкість (у приміщеннях за нижчими цінами є загальні номери, аналогічні кімнатам у гуртожитку). Багато колівінгів пропонують різні типи простору, які варіюються в залежності від розміру бюджету.
Визначальною характеристикою є те, що у всіх житлових приміщеннях пропонується спільна кухня та вітальня. Відмінність від звичайної квартири в тому, що колівінги більше й краще мебльовані, і навіть у деяких більше уваги приділяється створенню загальних зручностей, а не облаштуванню індивідуальних просторів.
У деяких колінінгах існують також спільні робочі зони зі столами та комп'ютерною технікою. Також є такі колівінги, в яких облаштовані студії для творчого виду діяльності, наприклад, для малювання або деревообробки. Більш складні та великі приміщення можуть також мати кафе, спортивні зали, кінотеатри та інші зручності.

### Філософія представників колівінгів
Головною характеристикою представників колівінгу, як виявляється, це не лише розподіл простору, а й, насамперед, спільні цінності, інтереси чи цілі у житті. Такі будинки/квартири часто формують нову філософію у своїх жителів: нерідко створюються міцні зв'язки, які допомагають усунути соціальну ізоляцію, що часто зустрічається у абсолютно незалежних житлових умовах.

### Умови оренди
Короткострокова та середньострокова оренда варіюються від нічної до місячної, що дає жителям велику гнучкість, але через відплив відвідувачів ця модель призводить до підвищення цін, так само, як і для готелів. Більш традиційні довгострокові контракти забезпечують надійніший підхід до доходів, і це часто відображається в їх доступніших цінах.

## Історія
У 1933—1934 роки в північній частині Лондона було спроектовано спільний житловий простір під назвою «Ізокон», яке було представлено компанією Wells Coats. Ізокон був прообразом колівінга з аналогічними зручностями такими, як загальний комунальний простір, робоче місце і пральня. Ще одна спроба реалізувати цю ідею була зроблена в 1937 році Максвеллом Фраєм (одним із засновників MARS) і Елізабет Денбі. Цей проект отримав назву Kensal House.
Колівінг-простори стали з'являтися частково через зростання цін на нерухомість. У 2014 і 2015 роках компанії, в тому числі 13 і Techsquat, робили спроби створити колівінг-простори, але спроби почати бізнес в цій сфері не закінчилися успіхом. Однак пізніше, в червні 2018 року, відбулося зниження мінімального терміну оренди приватних будинків з шести місяців до трьох, що стало поштовхом до розвитку індустрії колівінгів. Переважно сприятливі умови для розвитку колівінг-бізнесу з'явилися переважно в таких великих містах, як Нью-Йорк.

### Цільова аудиторія
Колівінг привертає, в першу чергу, мілленіалів через зростання цін на нерухомість. Представники колівінг- просторів — це люди у віці від 19 до 35 років. Зазвичай це співробітники стартапів, підприємці або студенти. Опитування, проведене в різних містах Індії, показав, що приблизно 72 % мілленіалів вважали за краще проживання в колівінгах альтернативним варіантом. Також з'ясувалося, що 55 % молодих людей віком 18-23 років готові виділяти суму у розмірі не більше ніж 10-15 тис. рупій в місяць на житло.

### Розвиток тренду і його вплив
Популярність колівінгів виросла в таких містах, як Нью-Йорк і Лондон. У статті Bloomberg з назвою «Гуртожитки для дорослих», тренд на колівінги увійшов у рейтинг «восьми соціальних тенденцій», який ілюструє стан економіки США в 2018 році.
Автор Олександрія Лафчі припустила в 2018 році, що колівінг може стати повсюдним, як коворкінг. Вона підозрює, що до 2050 року в містах буде проживати 2,5 мільярдів осіб. Отельер Ян Шрагер вважає, що колівінг «стирають різницю між житловими знімними просторами і готелями». Автор Поллі Чу запропонувала колівінг в якості потенційного вирішення житлових проблем Гонконгу. Вона висловила впевненість в тому, що такий формат житла можна облаштувати для різних поколінь, наприклад, переобладнати будинок престарілих для розміщення більш молодих людей, що живуть з літніми членами сім'ї.